# Studený potok (přítok Labe)
Studený potok je menší vodní tok v Děčínské vrchovině na území NPR Kaňon Labe, pravostranný přítok Labe v okrese Děčín v Ústeckém kraji. Délka toku měří 1 km.

## Průběh toku
Potok pramení západně od Arnoltic v nadmořské výšce 333 metrů a teče západním směrem. Potok je obklopen pískovcovými skalními věžemi. Na dolním toku potok protéká NPR Kaňon Labe. Před ústím potok podtéká silnici I/62. Studený potok se jihovýchodně od Dolního Žlebu, části Děčína, zprava vlévá do Labe v nadmořské výšce 118 metrů.